# Csurgói kistérség
A Csurgói kistérség egy kistérség volt Somogy megyében, központja Csurgó volt.

## Települései
| Berzence          | Csurgó         | Csurgónagymarton | Gyékényes        | Iharos          |
| Iharosberény      | Inke           | Őrtilos          | Pogányszentpéter | Porrog          |
| Porrogszentkirály | Porrogszentpál | Somogybükkösd    | Somogycsicsó     | Somogyudvarhely |
| Szenta            | Zákány         | Zákányfalu       |                  |                 |